# Musculus pubovesicalis
Der Musculus pubovesicalis („Schambein-Harnblasen-Muskel“) ist ein quergestreifter Muskel der Beckenhöhle. Er entspringt am Blasenhals und setzt mit einer kurzen Sehne der unteren Kante der Schambeinfuge an. In der anatomischen Literatur wird der Muskel teilweise auch als Band (Ligamentum pubovesicale) bezeichnet, obwohl es bereits bei Feten deutliche Muskelstränge zeigt. Beim Mann verläuft der Muskel dabei an der Bauchseite der Prostata entlang. Der Muskel umfasst den Blasenhals in Form eines umgekehrten „V“ und stabilisiert seine Lage.